# آرنالدو کاتیناری
آرنالدو کاتیناری (ایتالیایی: Arnaldo Catinari؛ زادهٔ ۹ ژانویهٔ ۱۹۶۴) یک فیلم‌بردار، کارگردان فیلم، و فیلم‌نامه‌نویس اهل ایتالیا است.
از فیلم‌ها یا مجموعه‌های تلویزیونی که وی در آن‌ها نقش داشته‌است، می‌توان به صبح بخیر پدر، نور چشمانم و با من از عشق بگو اشاره نمود.